# Tetsuya Enomoto
Tetsuya Enomoto (榎本 哲也 Enomoto Tetsuya?), född 2 maj 1983 i Kanagawa prefektur, är en japansk fotbollsspelare.
Enomoto började sin karriär 2002 i Yokohama F. Marinos. Han spelade 238 ligamatcher för klubben. Med Yokohama F. Marinos vann han japanska ligan 2003, 2004 och japanska cupen 2013. 2017 flyttade han till Urawa Reds. Med Urawa Reds vann han AFC Champions League 2017 och japanska cupen 2018. Efter Urawa Reds spelade han för Kataller Toyama. Han avslutade karriären 2019.